# Elephant and Castle
Elephant and Castle er et område i South London, England, i London Borough of Southwark. Navnet refererer også uformelt til en stor del af Walworth og Newington, som følge af nærheden til London Underground-stationen af samme navn. Navnet er afledt af en lokal kro.
I området ligger Skipton House, hvor Public Health England holder til. Der findes flere uddannelsesinstitutioner heriblandt en stor del af London South Bank Universitys campus og London College of Communication (del af University of the Arts London), samt Stanley Kubrick Archive.
Af kulturinstitutioner ligger natklubben Ministry of Sound, Imperial War Museum, der ligger i Geraldine Mary Harmsworth Park, Michael Faraday Memorial; Siobhan Davies Studios, en prisvindende ombygget victoriansk skole af Sarah Wigglesworth; West Square; det oprindelige Bakerloo Line depot; Inner London Crown Court; Revolving Doors Agency; London School of Musical Theatre; Baitul Aziz Islamic Cultural Centre, Cinema Museum og Metropolitan Tabernacle. Cuming Museum ligger på Walworth Road. En K2 telefonboks fra 1927 designet af Giles Gilbert Scott som stod på New Kent Road, er blevet flyttet nogle få meter til indgangen af Ash Avenue i 2021, og det blev en Grade II listed structure i 1986.